# Sebastian Karpiniuk
Sebastian Marek Karpiniuk (4. prosince 1972, Kołobrzeg, Polsko – 10. dubna 2010, Pečersk, Rusko) byl polský politik.

## Životopis
Absolvoval Fakultu práva a správy Gdaňské univerzity. Pracoval jako mluvčí starosty Kołobrzegu. V devadesátých letech byl členem Liberálně-demokratického kongresu, poté Unie svobody. V letech 2005 a 2007 byl za Občanskou platformu zvolen poslancem Sejmu.
Zemřel při leteckém neštěstí u ruského Smolensku 10. dubna 2010. Posmrtně obdržel Komandérský kříž Řádu Polonia Restituta (Krzyż Komandorski Orderu Odrodzenia Polski).